# Mukh Kamphool
Huyện Mukh Kamphool (tiếng Khmer: ស្រុកមុខកំពូល) là một huyện (srok) của tỉnh Kandal, Campuchia. Huyện này được chia thành 9 xã (khum) và 47 làng (phum).